# Gaël Danic
Gaël Danic (Vannes, 19 de novembro de 1981) é um futebolista francês que atua como meia. Atualmente joga pelo SC Bastia.

## Carreira
Maxime Poundjé começou a carreira no Rennes.